# Calendario Dinámico
El Dinámico es un calendario de bolsillo con todos los partidos de Primera División, Segunda División, Segunda B y Tercera División de la liga española, que empezó a publicarse en agosto de 1949. A principios de los 70, debido a la gran demanda nacional y el crecimiento continuado durante la década de los 50 y los 60, sale al mercado una publicación paralela, el Súper Dinámico, con el mismo formato que el Dinámico Sencillo, añadiendo plantillas completas con fotografías, monográficos sobre la selección nacional o la Copa del Rey, estadísticas rebuscadas, resúmenes de campeonatos pasados, categorías inferiores, etc., convirtiéndose este tomo Súper Dinámico en un auténtico artículo de colección con el paso de los años

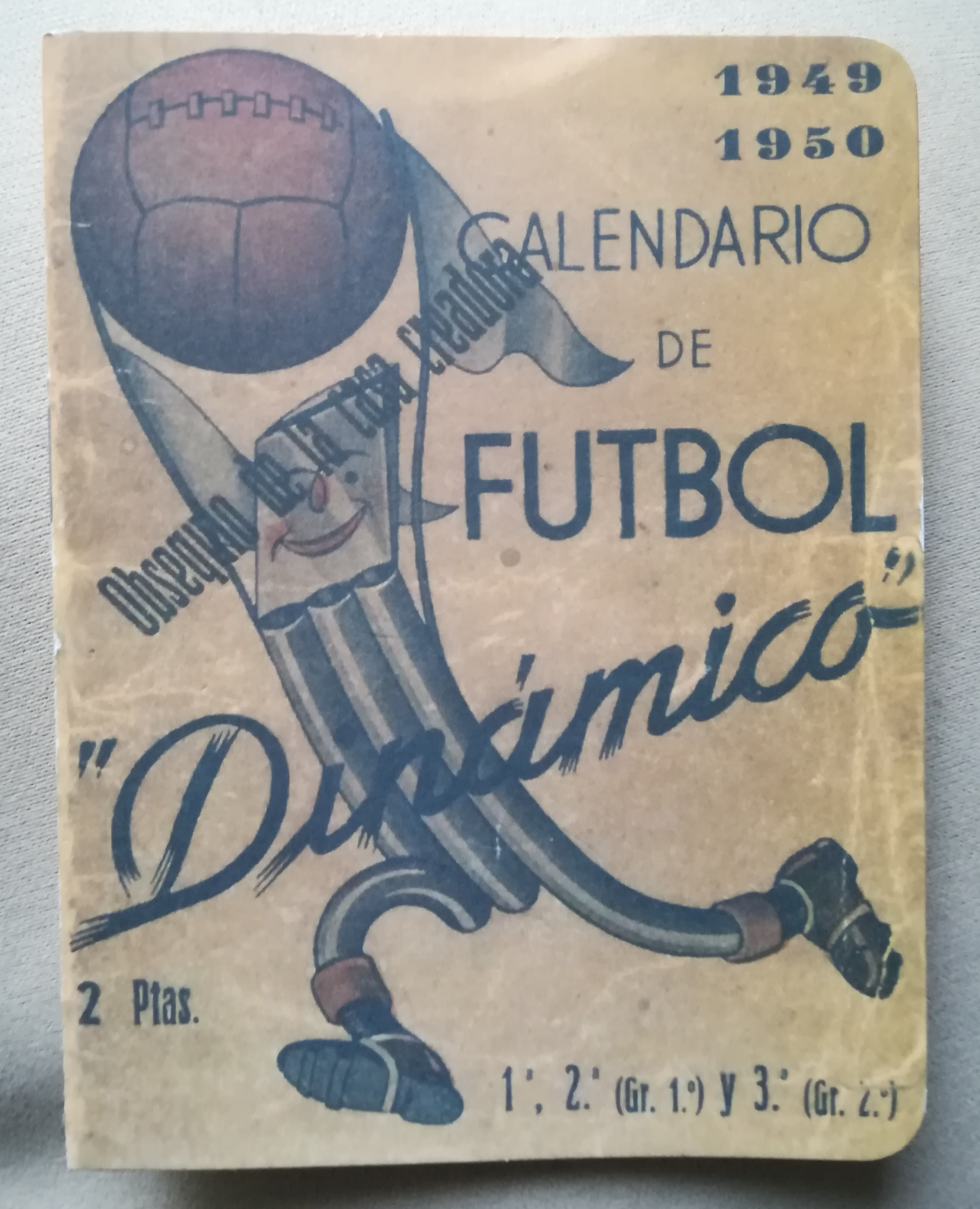
Primer "Calendario Dinámico" de la temporada 1949-50

## Historia

### Inicios - Años 50 y 60
En agosto de 1949, Tomás Tocino, dueño de una pequeña imprenta de Zaragoza, decidió lanzar al mercado un calendario de bolsillo con todos los partidos de Primera División, así como los del grupo primero de Segunda y el segundo grupo de Tercera. Poco a poco, el pequeño calendario fue ganando fama, incluso llegando a ser conocido y halagado por los políticos y los gobiernos de la época, y la demanda era cada vez mayor. A su vez, el pequeño librito iba creciendo de tamaño, incluyendo cada vez más datos, como fotografías de los equipos de la época, más grupos de Segunda B o clasificaciones de las temporadas anteriores. 

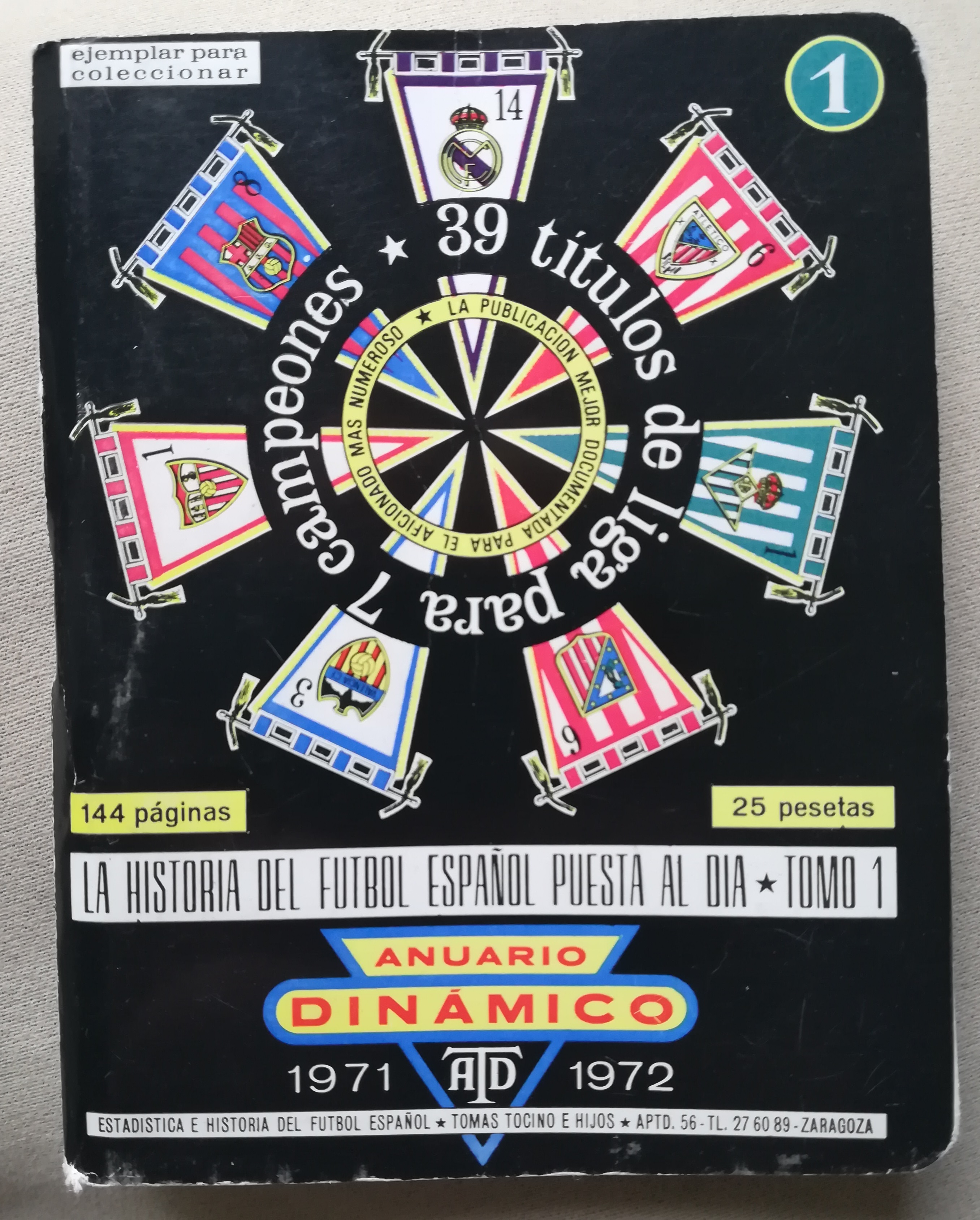
Primer "Súper Dinámico" de la temporada 1971-72

### Mayor esplendor - Años 70 y 80
Desde 1971, Tomás y su equipo añadieron un nuevo tomo anual, debido a la creciente demanda y la repercusión nacional que consiguió el Dinámico Sencillo, con el prefijo Súper, en el que se podía consultar todo tipo de información referente a los jugadores y los clubes: partidos disputados, tarjetas amarillas, rojas, goles anotados, cambios, alineaciones, etc. En este tomo se introdujo la novedosa ficha Pitonisa, una hoja correspondiente a cada equipo de Primera División de la temporada anterior, en la que se incluían los datos mencionados anteriormente, junto con un sinfín de datos relativos a las incidencias o novedades que habían sucedido a lo largo de todos los partidos de la temporada, en forma de códigos, como la asistencia al estadio (poca, media, buena, estadio abarrotado o partido a puerta cerrada), si los equipos habían sido recibido con aplausos o pitos, la temperatura en el momento del partido (mala, buena, con niebla, con nieve, etc.), la actuación del árbitro (mala, regular o buena) y muchos más detalles de todo lo acontecido. 

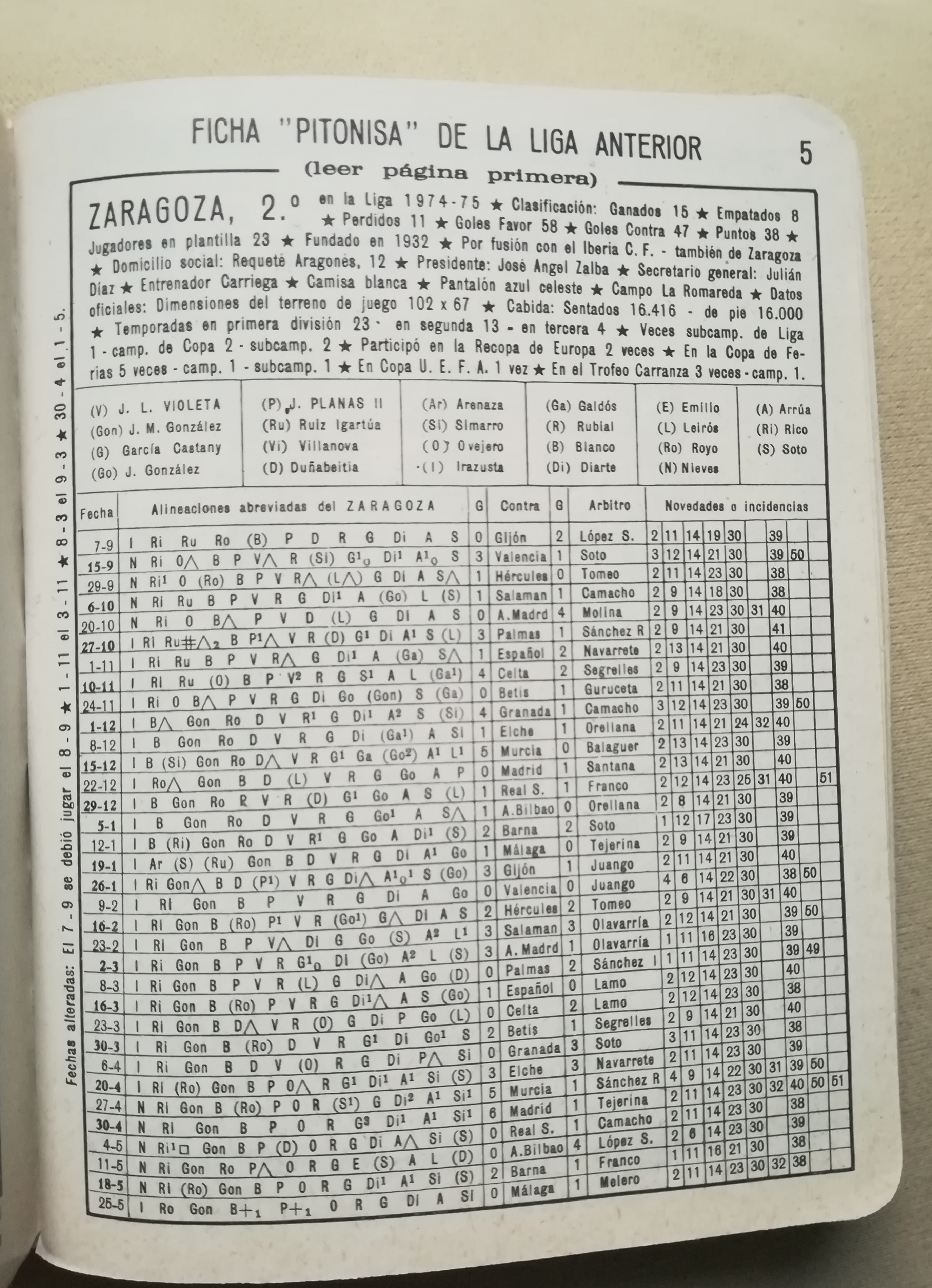
Ficha "Pitonisa" del Real Zaragoza de la temporada 1974-75

En esta época, la publicación consiguió vender más de 300.000 copias en toda España, superando incluso a diarios de tirada nacional de la época.

### Años 90 hasta la actualidad
Desde la llegada y expansión de Internet en todo el mundo en la década de los 90, muchos periódicos y profesionales del mundo de la comunicación deportiva empezaron a acceder y a compartir con mayor facilidad y menor coste los datos que llevaba publicando durante años el Calendario Dinámico. Este hecho, unido a la crisis que azotó a España a finales de la primera década del siglo XXI, hizo que las ventas del Dinámico descendieran radicalmente, pasando de 325.000 copias a solamente 5.000 ejemplares del Súper Dinámico en los últimos años. Para satisfacer la demanda de los coleccionistas que pedían los números antiguos y, a la vez, hacer frente a las pérdidas, se reeditaron los tomos antiguos completos de la campaña 1949/50 a la 1970/71, irrecuperables hasta la fecha.
Hoy en día, los tomos del Súper Dinámico y el Dinámico Sencillo actuales se pueden adquirir en los quioscos de las grandes ciudades y en el propio taller de Zaragoza, y por Internet, en su página web, también se pueden comprar todos los facsímiles desde 1949.